# Ockravaxtagging
Ockravaxtagging (Mycoacia uda) är en svampart som först beskrevs av Elias Fries, och fick sitt nu gällande namn av Donk 1931. Ockravaxtagging ingår i släktet Mycoacia och familjen Meruliaceae.  Arten är reproducerande i Sverige. Inga underarter finns listade i Catalogue of Life.